# Ameiurus catus
Ameiurus catus е вид лъчеперка от семейство Ictaluridae. Видът не е застрашен от изчезване.

## Разпространение и местообитание
Разпространен е в САЩ.
Обитава сладководни басейни, заливи, крайбрежия, реки и потоци. Среща се на дълбочина от 1,3 до 2,7 m.

## Описание
На дължина достигат до 95 cm, а теглото им е максимум 9750 g.
Продължителността им на живот е не повече от 14 години. Популацията на вида е стабилна.